# 18. etape af Vuelta a España 2018
18. etape af Vuelta a España 2018 gik fra Ejea de los Caballeros til Lleida 13. september 2018. 
Jelle Wallays vandt etapen.

## Etaperesultater
| \| Etaperesultat \| Etaperesultat \| Etaperesultat \| Etaperesultat \| Etaperesultat \| \| Rytter \| Rytter \| Hold \| Tid \| \| \| ------------- \| ------------------- \| ------------------------- \| ------------- \| ------------- \| \| 1. \| Jelle Wallays \| Lotto-Soudal \| 3t 57' 03" \| \| \| 2. \| Sven Erik Bystrøm \| UAE Team Emirates \| + 0" \| \| \| 3. \| Peter Sagan \| Bora-Hansgrohe \| + 0" \| \| \| 4. \| Elia Viviani \| Quick-Step Floors \| + 0" \| \| \| 5. \| Iván García Cortina \| Bahrain-Merida \| + 0" \| \| \| 6. \| Danny van Poppel \| LottoNL-Jumbo \| + 0" \| \| \| 7. \| Jon Aberasturi \| Euskadi-Murias \| + 0" \| \| \| 8. \| Tom Van Asbroeck \| EF Education First-Drapac \| + 0" \| \| \| 9. \| Giacomo Nizzolo \| Trek-Segafredo \| + 0" \| \| \| 10. \| Ryan Gibbons \| Dimension Data \| + 0" \| \| |                     |                           |            |
| |                     |                           |            |
| Kilde: ProCyclingStats |                     |                           |            |
| Etaperesultat |                     |                           |            |
| Rytter | Rytter              | Hold                      | Tid        |
| 1. | Jelle Wallays       | Lotto-Soudal              | 3t 57' 03" |
| 2. | Sven Erik Bystrøm   | UAE Team Emirates         | + 0"       |
| 3. | Peter Sagan         | Bora-Hansgrohe            | + 0"       |
| 4. | Elia Viviani        | Quick-Step Floors         | + 0"       |
| 5. | Iván García Cortina | Bahrain-Merida            | + 0"       |
| 6. | Danny van Poppel    | LottoNL-Jumbo             | + 0"       |
| 7. | Jon Aberasturi      | Euskadi-Murias            | + 0"       |
| 8. | Tom Van Asbroeck    | EF Education First-Drapac | + 0"       |
| 9. | Giacomo Nizzolo     | Trek-Segafredo            | + 0"       |
| 10. | Ryan Gibbons        | Dimension Data            | + 0"       |

## Samlet efter etapen

### Samlede stilling
| \| Samlede stilling \| Samlede stilling \| Samlede stilling \| Samlede stilling \| Samlede stilling \| \| Rytter \| Rytter \| Hold \| Tid \| \| \| ---------------- \| ------------------ \| ------------------------- \| ---------------- \| ---------------- \| \| 1. \| Simon Yates \| Mitchelton-Scott \| 73t 02' 37" \| \| \| 2. \| Alejandro Valverde \| Movistar Team \| + 25" \| \| \| 3. \| Enric Mas \| Quick-Step Floors \| + 1' 22" \| \| \| 4. \| Miguel Ángel López \| Astana \| + 1' 36" \| \| \| 5. \| Steven Kruijswijk \| LottoNL-Jumbo \| + 1' 48" \| \| \| 6. \| Nairo Quintana \| Movistar Team \| + 2' 11" \| \| \| 7. \| Jon Izagirre \| Bahrain-Merida \| + 4' 09" \| \| \| 8. \| Rigoberto Urán \| EF Education First-Drapac \| + 4' 36" \| \| \| 9. \| Thibaut Pinot \| Groupama-FDJ \| + 5' 31" \| \| \| 10. \| Tony Gallopin \| AG2R La Mondiale \| + 6' 05" \| \| |                    |                           |             |
| |                    |                           |             |
| Kilde: ProCyclingStats |                    |                           |             |
| Samlede stilling |                    |                           |             |
| Rytter | Rytter             | Hold                      | Tid         |
| 1. | Simon Yates        | Mitchelton-Scott          | 73t 02' 37" |
| 2. | Alejandro Valverde | Movistar Team             | + 25"       |
| 3. | Enric Mas          | Quick-Step Floors         | + 1' 22"    |
| 4. | Miguel Ángel López | Astana                    | + 1' 36"    |
| 5. | Steven Kruijswijk  | LottoNL-Jumbo             | + 1' 48"    |
| 6. | Nairo Quintana     | Movistar Team             | + 2' 11"    |
| 7. | Jon Izagirre       | Bahrain-Merida            | + 4' 09"    |
| 8. | Rigoberto Urán     | EF Education First-Drapac | + 4' 36"    |
| 9. | Thibaut Pinot      | Groupama-FDJ              | + 5' 31"    |
| 10. | Tony Gallopin      | AG2R La Mondiale          | + 6' 05"    |

### Pointkonkurrencen
| Pointkonkurrence | Pointkonkurrence     | Pointkonkurrence  | Pointkonkurrence | Pointkonkurrence |
| Rytter           | Rytter               | Hold              | Point            |                  |
| ---------------- | -------------------- | ----------------- | ---------------- | ---------------- |
| 1.               | Alejandro Valverde   | Movistar Team     | 117 point        |                  |
| 2.               | Peter Sagan          | Bora-Hansgrohe    | 99 point         |                  |
| 3.               | Dylan Teuns          | BMC Racing Team   | 93 point         |                  |
| 4.               | Elia Viviani         | Quick-Step Floors | 80 point         |                  |
| 5.               | Miguel Ángel López   | Astana            | 71 point         |                  |
| 6.               | Ben King             | Dimension Data    | 69 point         |                  |
| 7.               | Simon Yates          | Mitchelton-Scott  | 68 point         |                  |
| 8.               | Michał Kwiatkowski   | Team Sky          | 66 point         |                  |
| 9.               | Danny van Poppel     | LottoNL-Jumbo     | 66 point         |                  |
| 10.              | Alessandro De Marchi | BMC Racing Team   | 63 point         |                  |

### Bjergkonkurrencen
| Bjergkonkurrence | Bjergkonkurrence   | Bjergkonkurrence           | Bjergkonkurrence | Bjergkonkurrence |
| Rytter           | Rytter             | Hold                       | Point            |                  |
| ---------------- | ------------------ | -------------------------- | ---------------- | ---------------- |
| 1.               | Thomas De Gendt    | Lotto-Soudal               | 74 point         |                  |
| 2.               | Luis Ángel Maté    | Cofidis, Solutions Crédits | 64 point         |                  |
| 3.               | Bauke Mollema      | Trek-Segafredo             | 60 point         |                  |
| 4.               | Ben King           | Dimension Data             | 56 point         |                  |
| 5.               | Pierre Rolland     | EF Education First-Drapac  | 31 point         |                  |
| 6.               | Miguel Ángel López | Astana                     | 25 point         |                  |
| 7.               | Thibaut Pinot      | Groupama-FDJ               | 22 point         |                  |
| 8.               | Simon Yates        | Mitchelton-Scott           | 22 point         |                  |
| 9.               | Michael Woods      | EF Education First-Drapac  | 20 point         |                  |
| 10.              | Michał Kwiatkowski | Team Sky                   | 17 point         |                  |

### Kombinationskonkurrencen
| Kombinationskonkurrence | Kombinationskonkurrence | Kombinationskonkurrence | Kombinationskonkurrence | Kombinationskonkurrence |
| Rytter                  | Rytter                  | Hold                    | Point                   |                         |
| ----------------------- | ----------------------- | ----------------------- | ----------------------- | ----------------------- |
| 1.                      | Alejandro Valverde      | Movistar Team           | 14 point                |                         |
| 2.                      | Miguel Ángel López      | Astana                  | 15 point                |                         |
| 3.                      | Simon Yates             | Mitchelton-Scott        | 16 point                |                         |
| 4.                      | Thibaut Pinot           | Groupama-FDJ            | 29 point                |                         |
| 5.                      | Ben King                | Dimension Data          | 35 point                |                         |
| 6.                      | Steven Kruijswijk       | LottoNL-Jumbo           | 40 point                |                         |
| 7.                      | Dylan Teuns             | BMC Racing Team         | 45 point                |                         |
| 8.                      | Rafał Majka             | Bora-Hansgrohe          | 46 point                |                         |
| 9.                      | Nairo Quintana          | Movistar Team           | 48 point                |                         |
| 10.                     | Michał Kwiatkowski      | Team Sky                | 50 point                |                         |

### Holdkonkurrencen
| Holdkonkurrence | Holdkonkurrence                          | Holdkonkurrence | Holdkonkurrence |
| Hold            | Hold                                     | Tid             |                 |
| --------------- | ---------------------------------------- | --------------- | --------------- |
| 1.              | Movistar Team                            | 219t 22' 47"    |                 |
| 2.              | Bahrain-Merida                           | + 2' 35"        |                 |
| 3.              | Bora-Hansgrohe                           | + 28' 04"       |                 |
| 4.              | Sky                                      | + 35' 07"       |                 |
| 5.              | AG2R La Mondiale                         | + 43' 29"       |                 |
| 6.              | EF Education First-Drapac p/b Cannondale | + 44' 45"       |                 |
| 7.              | Dimension Data                           | + 49' 34"       |                 |
| 8.              | Lotto NL-Jumbo                           | + 1t 00' 36"    |                 |
| 9.              | Mitchelton-Scott                         | + 1t 00' 56"    |                 |
| 10.             | Astana                                   | + 1t 04' 53"    |                 |